# Cetechovice

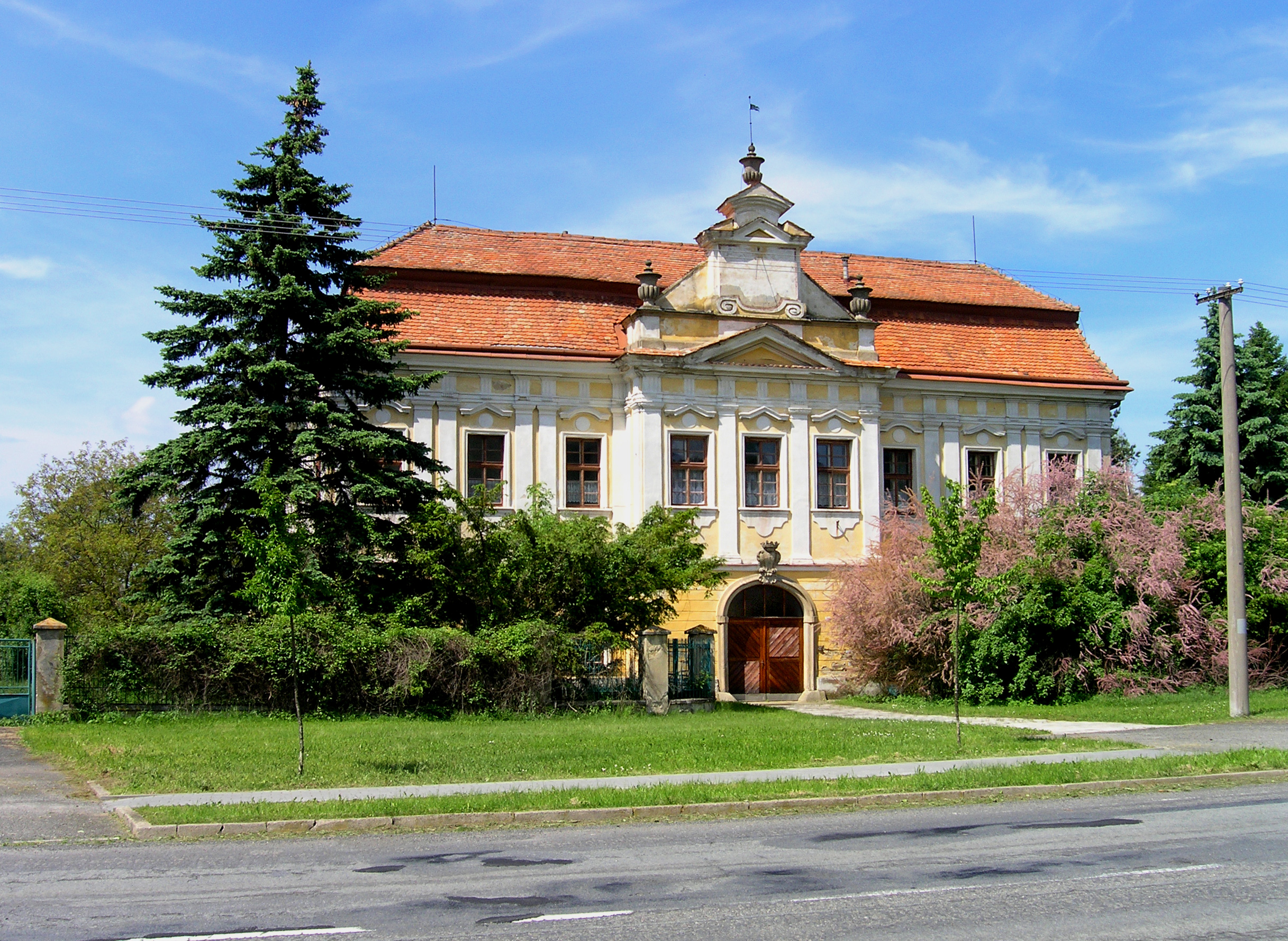
Schloss Cetechovice

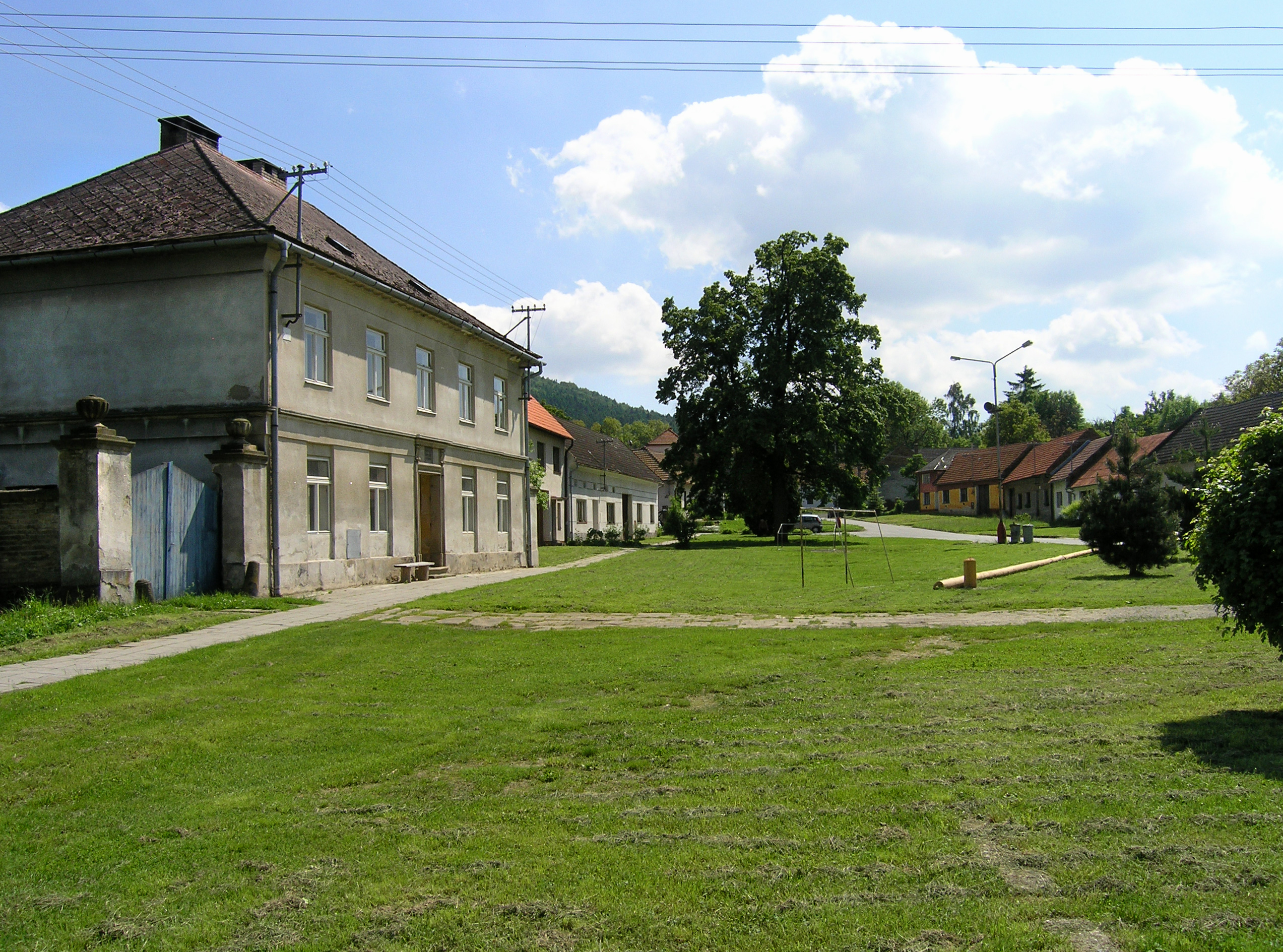
Dorfanger

Cetechovice (deutsch Cetechowitz, auch Zetechowitz) ist eine Gemeinde in Tschechien. Sie liegt 17 Kilometer südwestlich von Kroměříž und gehört zum Okres Kroměříž.

## Geographie
Cetechovice erstreckt sich am nördlichen Abfall des Marsgebirges zwischen den Bächen Olšinka und Kotojedka. Das Dorf liegt am Rande des Naturparks Chřiby. Nördlich erheben sich der Chlum (402 m) und Stráně (332 m), im Osten der Brdo (587 m), Malé Brdo (585 m) und Jankův kopec (487 m), südöstlich die Pláňava (569 m) und im Süden der Špílberk (415 m). 
Nachbarorte sind Rozárov, Hoštice, Honětice, Zdislavice und Troubky im Norden, Prachař, Roštín, Salárna und Koutky im Nordosten, Jankovice im Osten, Salaš und Vlčák im Südosten, Staré Hutě, Stupava und Prusinovka im Süden, Zástřizly und Chvalnov im Südwesten, Lísky und Kunkovice im Westen sowie Nový Dvůr Marie und Strabenice im Nordwesten.

## Geschichte
Die erste schriftliche Erwähnung von Cetohouicih erfolgte 1131 in einem Besitzverzeichnis des Olmützer Bischofs Heinrich Zdik unter den Gütern der Kirche in Spytihněv. Zwischen 1220 und 1250 gehörte Cethocoviz zu den Besitzungen des Klosters Velehrad. Nachfolgender Besitzer war Smil von Zbraslav und Střílky, der das Dorf im Jahre 1261 dem von ihm gegründeten Kloster Smilheim überließ. Zwischen 1302 und 1320 gehörte das Dorf Ondra de Cziethochowicz. Nachfolgend wechselten die Besitzer häufig, zu ihnen gehörte Angehörige verschiedener Zweige der Vladiken von Zástřizl. Weitere Namensformen waren Cethochowicz (1307), Czethocowicz (1330), Cethuhowicz (1373), Czetochowicz (1374), Cyethechouicz (1405), Četochovic (1407), Czetechowicz (1437) und Cethechowicz (1463). Die Feste Czetochowicz wurde im Jahre 1481 erstmals erwähnt. Die Herrschaft Cetechovice besaß zwischen dem 15. und 17. Jahrhunderts auf der Grundlage der Halsgerichtsordnung des Königsstadt Hradiště eine eigene Peinliche Gerichtsbarkeit. Im Jahre 1522 erwarb Jindřich von Zástřizl im Zuge eines Gütertausches mit dem Kloster Velehrad den klösterlichen Anteil von Roštín, 1540 kaufte er noch das Gut Honětice und schloss beide Güter an Cetechovice an. Aus dem Jahre 1550 ist der Ortsname Czietochowicz und ab 1611 wurde das Dorf  Czietochowicze genannt. In der Mitte des 17. Jahrhunderts besaß Melichar Ledenický von Ledenice die Herrschaft, er löste 1655 Honětice wieder los und verkaufte es an Jan Kokorský auf Zdislavice. Das älteste Ortssiegel stammt von 1680. Zu dieser Zeit wurden südöstlich des Dorfes drei Kalksteinbrüche aufgenommen. Der dort gewonnene Cetechowitzer Marmor fand Verwendung beim Bau von Kirchen und Schlössern in Mähren. Der Ort lag an der Poststraße von Litenčice nach Hradiště, an der im 18. Jahrhundert auf dem Pass über das Marsgebirge an der Pláňava die Ausspanne Vlčák eingerichtet wurde. Die Poststraße bildete zugleich die Grenze zwischen dem Cetechowitzer Forst und dem Buchlover Forst. In der ersten Hälfte des 18. Jahrhunderts gehörte die Herrschaft Joseph Anton von Mayerswald. Von diesem ging der Besitz 1739 an Amanda Antonia von Peterswald über. Sie schloss Roštín, das seit 1692 zu Střílky gehört hatte, wieder an Cetechovice an. Ab 1763 folgten die Herren von Kuenburg als Grundherren. Bis zur Mitte des 19. Jahrhunderts war Cetechovice ein Allodialgut.
Nach der Aufhebung der Patrimonialherrschaften bildete Četechovice / Cetechowitz ab 1850 eine Gemeinde in der Bezirkshauptmannschaft Kremsier und dem Gerichtsbezirk Zdounek. 1885 veräußerten die Grafen Khuenburg die Güter an Sigmund von Herberstein. Seit 1890 verwendete die Gemeinde den Namen Cetechovice / Zetechowitz.

## Ortsgliederung
Für die Gemeinde Cetechovice sind keine Ortsteile ausgewiesen. Zu Cetechovice gehört die Einschicht Vlčák (Wlczak).

## Sehenswürdigkeiten
- Barockschloss Cetechovice, der eingeschossige vierflügelige Bau entstand anstelle der Feste. Seine heutige Gestalt erhielt er zwischen 1731 und 1738 beim Umbau unter Joseph Anton von Mayerswald. Unter den Herren von Kuenburg wurde nach 1763 der Schlosspark in Ackerland umgewandelt. Das Schloss besindete sich heute in Privatbesitz.
- Kirche Mariä Heimsuchung
- Statue des hl. Johannes von Nepomuk, auf dem Dorfanger
- Kirche St. Jakobus des Älteren; die nordwestlich des Dorfes an der Straße nach Roštín gelegene Kirche war die Dorfkirche des alten Roszthin
- Marienquelle (Studýnka Panny Marie) und Naturgebilde Mořské oko, am Westhang der Pláňava
- Gipfel Brdo im Marsgebirge, mit Aussichtsturm
- Felsformation Mramůrka, südöstlich des Dorfes an der Pláňava
- drei ehemalige Kalkbrüche, im Wald am südöstlichen Ortsausgang